# Bistriško-konjiški naddekanat
Bistriško-konjiški naddekanat je rimskokatoliški naddekanat Nadškofije Maribor. 
Naddekanat (naddekanija) je ozemeljsko zaokrožena skupnost dveh ali več dekanij, ki so v pastoralno enoto povezane z namenom, da skupaj načrtujejo in usklajeno pastoralno delujejo v vseh župnijah področja, ki je povezano zaradi geografskih, kulturnih, gospodarskih in upravnih danosti. Naddekanijo vodi naddekan, ki je izvoljen izmed duhovnikov znotraj določene naddekanije. 
Bistriško-konjiški naddekanat obsega naslednji dekaniji:
- Dekanija Slovenska Bistrica
- Dekanija Slovenske Konjice

## Zgodovina
Do leta 2002 so bili v mariborski škofiji štirje naddekanati in sicer: I., II., III., in IV. naddekanat. Naddekanati so bili sestavljeni iz več dekanij, ki so sestavljali določeno pokrajinsko celoto. V letu 2002 se je pričelo preoblikovanje naddekanatov. Tako je nastalo devet naddekanatov, ki so bili razdeljeni glede na pastoralna področja.
7. aprila 2006 je bil del tedanje škofije Maribor (župnije dekanije Nova Cerkev), priključen novonastali Škofiji Celje, v dekanijo Nova Cerkev pa je bila iz Dekanije Slovenske Konjice prestavljena Župnija Vitanje, kar prvotno ni bilo načrtovano. 
Bistriško-konjiški naddekan je bil konjiški župnik in arhidiakon Jože Vogrin. 
Na spletni strani Nadškofije Maribor je objavljeno: »v smislu preoblikovanja pastoralnih struktur v mariborski nadškofiji mesta naddekanov v obdobju 2021 - 2026 niso zasedena.« 